# Pamětní deska v budově Vojenského zeměpisného ústavu
Pamětní deska v budově VZÚ připomíná oběti okupace. Není veřejně přístupná, neboť se nachází na schodišti na odpočívadle v mezipatří historické budovy Vojenského zeměpisného ústavu (VZÚ) (na adrese Rooseveltova 620/23, Praha 6 – Bubeneč; dnes – 2017 – zde sídlí Hlavní velitelství Vojenské policie). Na desce jsou uvedena jména těch příslušníků Vojenské zeměpisné služby Československé armády, kteří v boji proti okupantům položili své životy za osvobození republiky a obnovení samostatného Československa.
Pamětní deska věnovaná památce příslušníků Vojenského zeměpisného ústavu, kteří položili své životy za vlast v letech 1939 až 1945 byla slavnostně odhalena dne 28. října 1947 v 09.30. Akci pořádal výbor pro zasazení pamětní desky. Žulové obložení stěny za pamětní deskou je dílem státních lomů Požáry; vlastní pamětní deska je dílem akademického sochaře, řezbáře a pedagoga profesora Josefa Malejovského a byla odlita v Kovoprůmyslu v Krnově.
VĚRNI    V   BOJI   I   V  UMÍRÁNÍ 
GEN. JOSEF CHURAVÝ
PLK. FERDINAND HOUDEK 
PLK. FRANTIŠEK MAŠEK 
PPLK. ING. KAREL JURAČKA 
MJR. BOHUMIL JAROŠ 
ŠKPT. ING. VIKTOR OZÁBAL
ŠKPT. OTA VELINSKÝ 
ŠKPT. RICHARD STEHLÍK 
PPOR. MICHAL RIDOŠKO 
RTM. BENJAMIN ĎURČÍK 
text na pamětní desce 

## Odbojová činnost příslušníků VZÚ/ZÚMV
Od 30. listopadu 1938 vykonával plukovník Josef Churavý funkci zástupce velitele Vojenského zeměpisného ústavu (VZÚ). Dne 15. března 1939 byl Vojenský zeměpisný ústav (VZÚ) obsazen německou armádou a později (18. dubna 1939) jej protektorátní vláda převedla pod ministerstvo vnitra (MV) a přejmenovala jej na Zeměpisný ústav ministerstva vnitra (ZÚMV). Bývalý plukovník Josef Churavý byl převeden na pozici odborového rady ministerstva vnitra a spolu s velitelem VZÚ plukovníkem zeměpisné služby PhDr. Jiřím Čermákem vykonával dále svoji funkci.

### Zatajování materiálu
Aby se nacistům nedostal do rukou výsledek dvacetileté práce VZÚ, jehož by mohlo být zneužito, již od podzimu roku 1938 (na příkaz Josefa Churavého) zhotovovali a ukrývali odvážní příslušníci VZÚ kopie a duplikáty geodetických a kartografických podkladů a map. Podstatnou zásluhu na ukrývání a uchování těchto podkladů měli především:
- štábní kapitán Jiří Vrba,
- jeho zástupce štábní kapitán Edvard Mahler a
- poručík zeměpisné služby (plukovník ve výslužbě) docent RNDr. Karel Čermín, CSc.

Tak bylo (iniciativou Josefa Churavého) z VZÚ odklizeno (podle ústních informací) asi 25 nákladních aut rozličného materiálu, který německá branná moc mohla potřebovat – zejména cenné přístroje, theodolity, dalekohledy, tisíce filmů a leteckých snímků, litografických ploten, negativů, elaborátů a dalšího materiálu. Zeměměřičský materiál byl schován v objemných sklepech ministerstva vnitra (MV) v Praze III. na Tržišti, ostatek ve smíchovské kapli v Holečkové ulici, proměněné na archiv.

### Prozrazení
Přílišná "chudost" inventáře tak velkého ústavu, jakým byl VZÚ/ZÚMV neušla pozornosti Říšského zeměměřičského úřadu (Reichsamt für Landesaufnahme (RfL)), jehož zástupce – říšský Němec a vysoký úředník RfL – Dipl. Ing. F. Seidel byl pověřen Němci dozorčí správou nad VZÚ/ZÚMV. Na konci ledna 1940 Dipl. Ing. F. Seidel odjel do Bratislavy, aby jednal se Slováky o jejich nároku na část výzbroje VZÚ/ZÚMV. (Slovenská republika byla vyhlášena už 14. března 1939 a 1. září 1939 si ustavila svůj Vojenský zeměpisný ústav, jenž si nárokoval na pražském VZÚ/ZÚMV mapový a měřičský materiál pro území "slovenského štátu".) Při tomto jednání Dipl. Ing. F. Seidel bezpečně zjistil, že mnohé přístroje ve VZÚ/ZÚMV chybí.

### Zatýkání
Dne 6. února 1940 bylo zahájeno rozsáhlé zatýkání zaměstnanců (bývalých důstojníků) VZÚ/ZÚMV. Díky včasnému varování reagoval na nebezpečí zatčení plukovník generálního štábu Josef Churavý okamžitým odchodem do ilegality. Zatčení se sice vyhnul, ale odsouzení k trestu smrti v nepřítomnosti nikoliv (viz dále).

### Obžaloba a proces
Velitel VZÚ/ZÚMV plukovník zeměpisné služby PhDr. Jiří Čermák byl (v souvislosti se zatajováním geodetického a kartografického materiálu) rovněž 6. února 1940 zatčen gestapem, uvězněn, suspendován z velení ústavu a postaven před německý vojenský válečný soud v Praze na Hradčanech. V následném procesu (datovaném k 9. dubnu 1940) bylo obžalováno celkem 9 osob z VZÚ/ZÚMV (Josef Churavý zde figuroval jako mimostojící osoba):
- plukovník zeměpisné služby PhDr. Jiří Čermák (velitel VZÚ/ZÚMV),
- štábní kapitán Alois Hrdlička,
- štábní kapitán Jiří Vrba,
- vrchní měřičský rada Stanislav Veverka,
- plukovník Ing. Emanuel Dvořák (přednosta astronomicko – geodetického odboru),
- major Ing. Karel Juračka,
- plukovník Ing. Karel Kopečný,
- plukovník Ing. Ferdinand Kudlička (přednosta reprodukčního odboru) a
- plukovník Jiří Němeček.

Na základě celkového výsledku hlavního přelíčení došel vojenský polní soud k přesvědčení, že uprchlý bývalý plukovník generálního štábu Josef Churavý byl hlavním činitelem. Brzy po dosazení do VZÚ do funkce zástupce velitele VZÚ/ZÚMV se stal (asi od ledna 1939) vlastním a skutečným velitelem instituce. Oficiálnímu (ale slabou vůlí oplývajícímu) veliteli ústavu plukovníku zeměpisné služby PhDr. Jiřímu Čermákovi odňal postupně velení a všechny jeho pracovní síly nasměroval k tomu, aby německé branné moci dle možnosti nejvíce škodil a nejdůležitější a nejcennější materiál z ústavu vyvezl. V obžalovacím spise vedeném k procesu byl Josef Churavý líčen jako brutální, panovačný, obratný, šovinistický Čech a podle vrchního vládního rady Dipl. Ing. F. Seidla byl po právu označován za "démona ústavu".

### Tresty
Obžalovaní bývalí důstojníci – příslušníci VZÚ/ZÚMV se hájili tím, že vykonávali příkazy svých nadřízených, kryli se za osoby, jejichž zatčení nebylo v době procesu možné a uváděli, že Josef Churavý apeloval na jejich důstojnickou čest.
 ... přesto však nářadí připravil k odvozu a nadále mlčel, protože ho Churavý ujistil, že nemusí mít žádný strach, neboť v případě prozrazení vezme vše na sebe.
Z obžaloby na základě předchozí výpovědi štábního kapitána Aloise Hrdličky
 ... byl si také vědom, že materiál, požadovaný na jeho skupině, má býti německé branné moci odcizen. Přesto však nařídil, aby materiál Churavým požadovaný byl zabalen, neboť věřil, že rozkazů tehdejšího plukovníka generálního štábu Churavého musí uposlechnouti.
Z obžaloby na základě předchozí výpovědi plukovníka Ing. Emanuela Dvořáka
Tak se podařilo, že s jejich pomocí Josef Churavý rafinovaně oklamal pověřence německé branné moci podvrženými inventárními soupisy a tím umožnil odstranit nejdůležitější a nejcennější materiál v hodnotě půl miliónu říšských marek (asi 65 miliónů korun).

#### Obžalovaní důstojníci
V procesu padly následující tresty:
- plukovník zeměpisné služby PhDr. Jiří Čermák (velitel VZÚ/ZÚMV) – za napomáhání 6 měsíců věznění[7],
- štábní kapitán Alois Hrdlička – za zpronevěru 6 měsíců vězení a peněžitý trest 500 říšských marek[7],
- štábní kapitán Jiří Vrba – byl osvobozen[7],
- vrchní měřičský rada Stanislav Veverka – byl osvobozen[7],
- plukovník Ing. Emanuel Dvořák (přednosta astronomicko – geodetického odboru) – za zpronevěru 10 měsíců vězení a peněžitý trest 1000 říšských marek[7],
- major Ing. Karel Juračka,
- plukovník Ing. Karel Kopečný – za zpronevěru 10 měsíců vězení a peněžitý trest 1000 říšských marek[7],
- plukovník Ing. Ferdinand Kudlička (přednosta reprodukčního odboru) – za zpronevěru 2 měsíce vězení a peněžitý trest 1000 říšských marek[7],
- plukovník Jiří Němeček – za zpronevěru 6 měsíců vězení a peněžitý trest 500 říšských marek[7].

#### Josef Churavý
Na základě vyšetřování a výpovědí obviněných zaměstnanců byl Josef Churavý odhalen jako hlavní iniciátor celé akce a v nepřítomnosti dne 6. srpna 1940 byl (vojenským polním válečným soudem pro Čechy) odsouzen pro zločin nevěrnost ("Untreue") (podle paragrafu 266, odstavec 2 říšského trestního zákona) a pro sabotáž (podle nařízení říšského protektora ze dne 26. srpna 1939) k trestu smrti. V důsledku tohoto rozsudku byl Josef Churavý od 6. srpna 1940 propuštěn ze státní služby. Zároveň od toho dne pozbyl jak on sám, tak i jeho rodina všech práv a nároků, které mu vznikly na základě jeho dosavadního služebního poměru (a které tudíž už nemohl nárokovat na správě Protektorátu Čechy a Morava).
Plukovník generálního štábu Josef Churavý od 6. února 1940 až do svého zatčení 9. října 1941 aktivně pracoval v ilegálních protiněmeckých odbojových strukturách. Po dlouhém vyšetřování a věznění byl dne 30. června 1942 odsouzen (již podruhé) stanným soudem k trestu smrti a ještě téhož dne v 19:30 večer společně s podplukovníkem Josefem Mašínem a jeho spolupracovníky (někteří další členové Obrany národa) popraven na kobyliské střelnici.

#### Jiří Čermák
Plukovník zeměpisné služby PhDr. Jiří Čermák vykonával od roku 1932 funkci zástupce velitele VZÚ. Od 24. března 1937 byl pak ustanoven velitelem VZÚ. V této funkci jej zastihla německá okupace, převedení VZÚ do podřízenosti Ministerstva vnitra (18. dubna 1939) a přejmenování ústavu na ZÚMV. Poté, co vysoký úředník RfL – Dipl. Ing. F. Seidel odhalil zatajování geodetického a kartografického materiálu v ZÚMV, byl Jiří Čermák 6. února 1940 zatčen gestapem, uvězněn, suspendován z velení ústavu a postaven před německý vojenský válečný soud. Ten mu osobně v následném procesu vyměřil za napomáhání trest 6 měsíců věznění. Velení VZÚ se plukovník zeměpisné služby PhDr. Jiří Čermák opět ujal ve svých 61 letech těsně před koncem druhé světové války (od 4. května 1945) a nakrátko tak (jen do 31. května 1945) stál u "startu poválečné obnovy" VZÚ.

### Důsledky
I když byly části ukrytého geodetického a kartografického materiálu vyvezeného z VZÚ/ZÚMV nedůslednou konspirací nakonec německými orgány objeveny, ukrytí těchto materiálů a jejich duplikátů umožnilo (po skončení druhé světové války) a osvobození v květnu 1945 rychlou obnovu činnosti a produkce vojenské zeměpisné služby.
 Když po 5. květnu 1945 jsem nastoupil v obnoveném VZÚ zase jako jeho velitel, byl jsem neobyčejně mile překvapen skutečností, že reprodukční možnosti ke všem vojenským mapám jsou plně dány, ačkoliv nesmělo zde zůstat nic.
Plukovník zeměpisné služby PhDr. Jiří Čermák

## Další aktivity příslušníků VZÚ/ZÚMV
I přes prozrazení zatajování materiálu (a osobních zbraní) po níž následovala perzekuce v roce 1940 pokračovali příslušníci ústavu v odporu proti okupantům. Hlavní formou odboje bylo pracovat tak, aby se Němcům nedostaly výsledky prací ústavu včas. Toho bylo docilováno tak, že bylo prodlužováno dohotovování mapových děl. Takto "zpožděné" mapy tím ztrácely aktuální vojenský význam.
Některým bývalým příslušníkům ústavu se podařilo během druhé světové války odejít za hranice protektorátu, kde se začlenili do řad příslušníků zahraničního odboje. Byli to například:
- generál Alfréd Ressel – v letech 1929 až 1933 a 1939 topograf-fotogrammetr ve VZÚ; (od roku 1940 příslušník československých jednotek ve Francii, Anglii a pak v SSSR),
- plukovník generálního štábu Bohumír Kobliha – absolvent topografického kurzu v letech 1926 až 1927 a do roku 1931 topograf ve VZÚ; (od roku 1940 příslušník československé jednotky na Středním východě, účastník bojů o Tobruk, později příslušník československého hlavního štábu v Londýně), …

Jiní bývalý příslušníci ústavu se zapojili do ilegálních struktur odboje domácího. Byli to například:
- plukovník generálního štábu Josef Churavý – od 30. září 1934 přednosta odboru pro popis a statistiku válečných jevišť ve VZÚ, od 30. listopadu 1938 ustaven zástupcem velitele VZÚ; (od února 1940 čelný představitel druhé garnitury ilegální vojenské organizace Obrana národa, později začleněn i do ilegálních struktur Petičního výboru Věrni zůstaneme (PVVZ)),
- plukovník generálního štábu profesor Dr. Ing. Vlastimil Blahák; (působil v odbojové organizaci Obrana národa (spolupracoval se zpravodajsko – diverzní skupinou Tři králové) a zároveň jistou dobu působil jako zástupce velitele povstalecké skupiny Věrný pes.[8] V roce 1941 byl zatčen gestapem, odsouzen k smrti a až do roku 1945 vězněn. V roce 1945 uprchl z vězení a počínaje 2. květnem 1945 se podílel na organizování pražského povstání.[9]

## Závěr
Po celou dobu německé okupace působili jeho stávající i bývalí příslušníci VZÚ/ZÚMV aktivně jednotlivě či v ilegálních (konspiračních) skupinách a dle svých schopností a možností shromažďovali a ukrývali podklady a kopie elaborátů i další geodetický a kartografický materiál s vědomím jeho dalšího využití po skončení druhé světové války ve prospěch osvobozeného Československa.
 ... poručíku zeměpisné služby Karlu Čermínovi se podařilo v jeho úřední funkci vedoucího fotografického oddělení a galvanoplastiky v době německé okupace zachrániti pro Vojenský zeměpisný ústav přes 1800 skleněných negativů průměrné velikosti 50 x 60 cm, a to topografických map reambulovaných v měřítku 1 : 25 000, topografických map nového měření v měřítku 1 : 20 000 z pohraničního území ČSR, z území takzvaného Protektorátu a z území Slovenska. Tyto negativy, které měly být odevzdány do rukou Němců nebo zničeny, ochraňoval od roku 1940 s naprostým zdarem. Uchoval tím republice majetek velké ceny, neboť tyto negativy jsou výsledkem práce VZÚ za dobu 20 let a představují majetek nezměrné ceny.
Štábní kapitán Jiří Vrba o činnosti doc. RNDr. Karla Čermína, CSc.
Mnozí z nich byli zatčeni, vězněni v nacistických věznicích nebo koncentračních táborech, ve kterých někteří zahynuli. Někteří důstojníci byli po odpykání trestu dáni do výslužby v níž později byli zbaveni i nároku na penzi.
Životem za vlast zaplatili následující příslušníci Vojenského zeměpisného ústavu Praha a Bratislava:
- zástupce velitele VZÚ – generál Josef Churavý (* 1894 v Olomouci – popraven 30. června 1942 v Praze – na střelnici v Kobylisích),
- zástupce přednosty popisného odboru VZÚ – plukovník Ferdinand Houdek (* 1892 – umučen v lednu 1942 ve věznici v Litoměřicích),
- příslušník popisného odboru VZÚ – plukovník František Mašek (* 1892 – umučen v listopadu 1943 v káznici Břeh u Vratislavi),
- náčelník konstrukčního oddělení VZÚ – podplukovník Ing. Karel Juračka (* 1890 – zemřel 29. června 1940 ve věznici v Praze),
- příslušník evidenčního oddělení kartografického odboru VZÚ – major Bohumil Jaroš (* 1899 – zemřel 3. září 1942 v KT Osvětim),
- příslušník astronomicko-geodetického odboru (AGO) VZÚ Praha a pak VZÚ Bratislava – štábní kapitán Ing. Viktor Ozábal (* 1913 – 21. září 1944 za Slovenského národního povstání (SNP) v boji u Vrútek),
- příslušník fotogrammetrického oddělení VZÚ, letec fotoletky – štábní kapitán Ota Velínský (* 1910 – umučen 30. září 1942 ve věznici v Praze na Pakráci),
- příslušník kartografického odboru VZÚ – štábní kapitán Richard Stehlík (* 1884 – zastřelen na jaře 1945 v KT Mauthausen),
- příslušník VZÚ Bratislava – podporučík Michal Ridoško (* 1917 – padl za Slovenského národního povstání (SNP) v boji u Horné Štubni v říjnu 1944),
- příslušník VZÚ Bratislava – rotmistr Benjamin Ďurčík (* 1913 – padl v partyzánských bojích u Jasenia na jaře 1945),
- elév VZÚ Bratislava – Jozef Lackovič (* 1927 – padl za Slovenského národního povstání (SNP) v bojích u Strečna na podzim roku 1944).

## Historický dovětek
Zeměpisný ústav ministerstva vnitra (ZÚMV) fungoval v historické budově v Praze-Bubenči až do konce roku 1939, kdy musel předat veškeré podklady, zařízení a inventář Německému kartografickému ústavu (Deutsches kartographisches institut). Z tohoto Německého kartografického ústavu později vznikl "Kriegskarten und Vermessungsamt Prag". Tento vojenský ústav podléhal výlučně nacistické branné moci. Původní ZÚMV se přestěhoval do Veletržního paláce (reprodukční odbor a fotogrammetrické oddělení do budovy bývalé tiskárny Šulc v Praze VII – později to byl objekt tiskárny podniku Kartografie.) Dne 26. září 1942 byl (vládním nařízením číslo 248/1942 Sb) zřízen "Zeměměřičský úřad Čech a Moravy" (ZÚČM) do něhož byl (kromě jiných organizací) začleněn i ZÚMV. Do čela ZÚMV byl postaven komisař. Touto funkcí byl pověřen říšský Němec Dr. Kuhlmann z vedení RfL. Do vedoucích pozic jednotlivých odborů v ZÚMV byli dosazeni Němci, ZÚMV museli opustit bývalí legionáři. Někteří důstojníci ZÚMV byli propuštěni a dáni k dispozici pracovním úřadům pro potřeby tzv. totálního nasazení.